# Facundo de los Ríos Portilla
Facundo de los Ríos Portilla (Laredo, Cantàbria, 1832 - València, 1898) fou un advocat i polític espanyol, diputat a Corts durant el sexenni democràtic i governador civil de Barcelona.

## Biografia
Es llicencià en dret a la Universitat de Madrid, on fou deixeble de Julián Sanz del Río, introductor del krausisme a Espanya, i membre del grup democràtic los cimbrios. Participà activament en la revolució de 1868 com a secretari de la Junta Revolucionària de Madrid.
El 13 d'octubre de 1868 fou nomenat governador civil de la província de Castelló, càrrec que deixà el 1870 quan fou nomenat governador civil de la província de Barcelona. Fou elegit diputat del Partit Radical pel districte de Llucena a les eleccions generals espanyoles de 1871 i pel de Vinaròs a les eleccions generals espanyoles d'agost de 1872. Durant aquests anys va formar part del grup de Cristino Martos Balbi i fou nomenat director general de duanes.
Durant la restauració borbònica formà part del Partit Republicà Progressista, amb el que fou escollit membre de la Diputació de València pel districte de Xiva-Carlet (1888-1892). També fou membre de la Societat Valenciana de Tramvies.